# Tvåbandad skogssångare
Tvåbandad skogssångare (Myiothlypis bivittata) är en fågel i familjen skogssångare inom ordningen tättingar.

## Utbredning och systematik
Tvåbandad skogssångare delas upp i två underarter i två grupper med följande utbredning:
- M. b. bivittata – östra Anderna från södra Peru till centrala Bolivia
- M. b. argentinae – södra Bolivia till norra Argentina
- M. b. roraimae – tepuier från sydöstra Venezuela till Guyana och allra nordligaste Brasilien.

Underarten roraimae har urskilts som egen art, "tepuískogssångare".

## Status och hot
Internationella naturvårdsunionen IUCN bedömer hotstatus för roraimae och övriga underarter var för sig, båda som livskraftiga.